# Dezydery
Dezydery, również: Dezyderiusz lub Dezyder – imię męskie pochodzenia łacińskiego. Wywodzi się od słowa desiderius oznaczającego „upragniony”. Imię to jest obecne w Polsce od XIII w. Patronem imienia jest m.in. św. Dezydery, arcybiskup Bourges.
Żeńskim odpowiednikiem jest Dezyderia.
Dezydery imieniny obchodzi: 11 lutego, 23 maja i 17 września.

## Osoby o tym imieniu
- Didier Agathe – francuski piłkarz
- Dezydery Chłapowski – polski wojskowy, generał
- Didier Deschamps – francuski trener piłkarski i piłkarz
- Didier Digard – francuski piłkarz
- Didier Drogba – iworyjski piłkarz
- Dezydery Smoczkiewicz – poseł na Sejm w II RP
- Dezydery Szymkiewicz – polski uczony, botanik